# بيفل بارانوف
بيفل بارانوف هو لاعب كرة قدم روسي في مركز الوسط، ولد في 16 مايو 1999 في سلتسو في روسيا. لعب مع دينامو بريانسك.

## وصلات خارجية
- بيفل بارانوف على موقع قاعدة بيانات كرة القدم.إي يو (الإنجليزية)
- بيفل بارانوف على موقع Soccerway.com (الإنجليزية)